# クロンベルガー・リリー
クロンベルガー・リリー（Kronberger Lily、Lily Kronberger、1890年11月12日 - 1974年5月21日）は、ハンガリー出身のフィギュアスケート選手。1908年、1909年、1910年、1911年世界フィギュアスケート選手権女子シングルチャンピオン。

## 経歴
1906年初めて開催された国際スケート連盟女子フィギュアスケート選手権(世界フィギュアスケート選手権)に参加して3位となる。1908年、1909年、1910年、1911年世界フィギュアスケート選手権 優勝し、2人目の女子優勝者となる。
1974年ブダペストで死去。
1997年世界フィギュアスケート殿堂入り。

## 功績
現在のフィギュアスケートでは当たり前となっている演技中の音楽だが、フィギュアスケート黎明期である1900年代初頭にはなかったものであった。1911年世界フィギュアスケート選手権では、ハンガリーの作曲家として有名なコダーイ・ゾルターンの提案でフリープログラムに伴奏を取り入れた初めての選手となる。この画期的な出来事により、フィギュアスケートでは伴奏が必須のものとなった。

## 主な戦績
| 大会/年    | 1905-06 | 1906-07 | 1907-08 | 1908-09 | 1909-10 | 1910-11 |
| ---------- | ------- | ------- | ------- | ------- | ------- | ------- |
| 世界選手権 | 3       | 3       | 1       | 1       | 1       | 1       |